# Antonio Gorostegui
Antonio Gorostegui Ceballos (Santander (Cantábria), 9 de abril de 1954) é um velejador espanhol.

## Carreira
Antonio Gorostegui representou seu país nos Jogos Olímpicos de 1976, 1980, 1984 e 1988, no qual conquistou a medalha de prata na classe  470. 